# Схинбьюшин
Схинбьюшин (бирм. ဆင်ဖြူရှင်; 12 сентября 1736 — 10 июля 1776; буквально Господин Белого Слона) — третий король династии Конбаун в Бирме (28 ноября 1763 — 10 июля 1776).
Второй сын основателя династии Алаунпхая. Наиболее известен своими войнами с Китаем и Сиамом считается самым воинственным королем династии Конбаун. Его успешная оборона от четырех китайских вторжений сохранила бирманскую независимость. Его вторжение в Сиам (1765—1767) положило конец династии Аютия в Сиаме. Почти одновременные победы над Китаем и Сиамом были названы свидетельством «поистине удивительного подъема, не имеющего себе равных со времен Байиннауна». Он также достроил Пагоду Шведагон в Янгоне до ее нынешней высоты в апреле 1775 года.
Заместитель главнокомандующего во время кампании по воссоединению Бирмы своего отца (1752—1759), Схинбьюшин в качестве короля проводил экспансионистскую политику против своих соседей. К 1767 году его войска подавили восстание в Манипуре, захватили лаосские государства, временно разгромил Сиам и отбросил назад два вторжения Цинской империи. Но его опрометчивое решение вести две одновременные войны против Китая и Сиама едва не стоило королевству независимости. Третье китайское вторжение 1767—1768 годов глубоко проникло в Центральную Бирму, вынудив Схинбьюшина поспешно вывести свои войска из Сиама. В то время как усиленные бирманские армии разгромили китайцев и достигли нелегкого перемирия в 1769 году, китайцы угрожали еще одним вторжением в течение следующего десятилетия и помешали Схинбьюшину возобновить войну с Сиамом.
Призрак войны держал государство сильно милитаризованным, создавая почву для того, чтобы армейские командиры плохо обращались с населением. В 1773 году армейское командование спровоцировало восстание этнических монов, только чтобы подавить мятеж с «чрезмерной суровостью». Воинственное поведение местных губернаторов и армейских командиров только усилилось в 1774 году, когда Схинбьюшин страдал от того, что оказалось длительной болезнью, которая в конечном итоге унесла его жизнь. В 1775 году вассальные государства Ланнатай и Манипур подняли восстание на периферии Бирмы. Он умер в июне 1776 года, когда бирманские войска еще сражались в Сиаме и Манипуре. Бирманские войска ушли из Сиама сразу после его смерти, оставив Ланнатай в руках сиамцев.
Хотя большинство его военных побед были недолгими, нынешний бирманский контроль над регионом Танинтайи, северным и восточным штатом Шан и штатом Качин является прочным результатом его правления.

## Ранняя жизнь
Будущий король родился 12 сентября 1736 года в Моксобо, большой деревне в долине реки Му, расположенной примерно в 60 милях к северо-западу от Авы, в семье Аун Зея (1714—1760) и Юн Сан (1713—1771). Его отец Аун Зея был старостой деревни из нескольких сотен дворов и принадлежал к знатным семьям, которые управляли долиной Му на протяжении многих поколений. Его отец происходил из большой семьи и состоял в кровном родстве со многими другими дворянскими семьями по всей долине. Аун Зея утверждал, что происходит от кавалерийского командира 15-го века и, в конечном счете, от языческой королевской династии.
Схинбьюшин рос в период, когда власть короля Махадхаммаразы Дипади из династии Таунгу в значительной степени рассеялась по всему королевству. С середины 1720-х годов манипури совершали набеги на все более глубинные районы Верхней Бирмы между реками Чиндуин и Иравади. Родная область Схинбьюшина находилась прямо на пути набегов, и приняла на себя основную тяжесть набегов. Поскольку бирманский королевский двор не мог справиться с маленьким королевством Манипур, бирманцы беспомощно наблюдали, как налетчики поджигали деревни, грабили пагоды и уводили пленников . В 1740 году моны в Нижней Бирме откололась и основали Возрожденное Королевство Хантавади. Центральная власть короля фактически исчезла, и глубокое чувство беспомощности пронизывало и углублялось. Войска Хантавади окончательно свергли династию Таагу 23 марта 1752 года, когда они захватили Аву, столицу королевства.

## Военачальник (1752—1760)
29 февраля 1752 года, за три недели до падения Авы, Аун Зея основал династию Конбаун, чтобы противостоять Королевству Хантавади, и провозгласил себя королем Бирмы под именем Алаунпхая. Сопротивление Конбауна было лишь одной из многих сил сопротивления, возникших в Верхней Бирме (в основном за счет панических этнических бирманцев, но также и этнических шанов). Многие молодые люди из 46 деревень в долине реки Му, которые стремились исправить унижения предыдущих десятилетий, откликнулись на призыв Алаунпхаи. 15-летний Схинбьюшин с энтузиазмом присоединился к призыву отца. (Позже он окажется самым воинственным из всех королей династии Конбаун).
Получив имя Тхадо Минсо, он быстро проявил себя способным военачальником — безусловно, самым способным из сыновей Алаунпхаи, и сам стал главным военачальником. К декабрю 1753 года войска Конбауна отбросили войска Возрожденного Хантавади обратно в столицу Аву. 17-летнему принцу был да приказ отбить Аву. Атака принца 3 января 1754 года увенчалась успехом, вынудив войска Хантавади отступить в беспорядке. Довольный Алаунпхая сделал своего второго сына губернатором Авы (которая была полностью разграблена отступающими войсками Хантавади).
Всего три месяца спустя силы вторжения Хантавади вернулись, на этот раз в полном составе. Войска Конбауна во главе с Схинбьюшиным и его старшим братом Наундоджи были разбиты в современной районе Мьингьян. Схинбьюшин отступил к Аве, и ему пришлось защищать город от осады захватчиков. Схинбьюшин успешно защитили Аву. Другие армии Королевства Хантавади также продвигались к долину р. Му, родине Конбаунов, но были отброшены назад. В апреле 1754 года Схинбьюшин также прорвал осаду Авы и преследовал отступающие армии Хантавади вплоть до самого города Минбу. Алаунпхая пожаловал Схинбьюшину в феод город Мьеду, за успешную защиту Авы. Он стал известен как принц Мьеду.
Действительно, на протяжении всей остальной части 1750-х годов Схинбьюшин был главным командующим в кампаниях Алаунпхая, которые к 1759 году объединили всю Бирму (и Манипур) и изгнали французов и англичан, поставлявших оружие Хантавади. Схинбьюшин был вторым командующим бирманскими войсками во время вторжения Алаунпхая в Сиам (1759—1760), которое прорвало сиамскую оборону и достигло ворот Аюттхаи в апреле 1760 года. Но бирманским войскам пришлось спешно отступить, так как Алаунпхая внезапно заболел золотухой. Схинбьюшин отступил назад к носилкам своего отца и был у постели своего отца, когда король умер около маленькой деревни в Мартабане (Моттама).

## Наследник престола (1760—1763)
Алаунпхае унаследовал его старший сын Наундоджи. Алаунпхая объявил, что все его шесть сыновей от первой жены станут королями в порядке старшинства. На смертном одре Алаунпхая Схинбьюшин пообещал отцу исполнить его желание. Но сразу после смерти отца Схинбьюшин предпринял вопиющую попытку захватить трон, призвав высшее военное командованием поддержать его, но он не получил достаточной поддержки. Наундоджи простил своего младшего брата по ходатайству королевы-матери, потому что ему нужно было справиться с восстанием генерала Минхауна Наурахты. Последний был высокопоставленным военачальником, с которым у Наундоджи были трудные отношения, и тем, кто возглавлял арьергардные действия в Сиаме, а также восстание его дяди, Тадо Тхейнхату, вице-короля Таунгу.
Схинбьюшин, теперь уже официально объявленный наследником по желанию Алаунпхаи, наблюдал, как его старший брат, король Наундоджи, пытается подавить восстание, но не предлагал ему никакой помощи. Наундоджи сумел подавить восстание к январю 1762 года и даже отбил Ланнатай в январе 1763 года. К тому времени авторитет Наундоджи уже не имел себе равных, и Схинбьюшин мог бы оставаться наследником престола надолго. Затем в ноябре 1763 года Наундоджи, которому было всего 29 лет, внезапно умер. На бирманский престол взошел его честолюбивый младший брат и наследник Схинбьшин, которому было 27 лет.

## Правление
28 ноября 1763 года на бирманский королевский престол взошел Схинбьюшин. Его полный королевский стиль на церемонии коронации 16 мая 1764 года был Thiri Thuriya Dhamma Razadhipati Hsinbyushin. Позже он принял новое царствование под именем Thiri Thuriya Dhamma Mahadhammaraza Razadhipati (бирм. သီရိသူရိယဓမ္မမဟာဓမ္မရာဇရာဇဓိပတိ; пали Sirisūriyadhamma Mahadhammarāja Rājadhipati) 3 января 1768 года.

### Администрация
Первым делом нужно было восстановить разрушенный город Аву, который он хотел сделать своей столицей. Королевским указом, изданным 27 ноября 1764 года, было объявлено о переносе столицы королевства из Сикайна в Аву. Ворота восстановленной Авы были названы в честь завоеванных государств: на востоке — Чиангмай, Мартабан, Могаун, на юге — Каингма, Хантавади, Мьеде, Онбаун (Тибо); на западе — Гандаларит, Сандапури (Вьенгчанг), Кенхун, на севере — Тенассерим и Йодайя (Сиам). Он официально переехал в Аву в апреле 1765 года, после своего возвращения из кампании Манипури.

### Культура
В 1765 году Схинбьюшин заказал перевод «Вьякараны», санскритских трудов по грамматике, медицине, астрологии, эротическим знаниям и т. д. Маунгдаун Саядо перевел с помощью девяти ученых-брахманов, которых Схинбьюшин пригласил ко двору из Варанаси (Индия). В 1771 году чиновник при его дворе составил новую книгу законов под названием Manusara Shwe Min Dhammathat, основанную на более старых книгах законов, на бирманском и палийском языках. В 1774 году он воздвиг Пагоду Шведагон до его нынешней высоты, позолотив его своим собственным весом в золоте и воздвигнув золотой шпиль, усыпанный драгоценными камнями, чтобы заменить тот, который был упал во время землетрясения 1769 года.
Хотя Схинбьюшин был известен в основном своими войнами, он глубоко интересовался поэзией. Одна из его младших королев, Ма Хтве, была известной поэтессой. Летве Тхондара, секретарь совета Хлутто, которого Схинбьюшин сослал на холм Меза (в современном районе Катха), заслужил свое возвращение два месяца спустя, написав хорошо известное стихотворение Меза Таунг-Че, оплакивающее его горе и одиночество.

### Военные кампании

#### Манипур (1764—1765)
Схинбьюшин был полон решимости возобновить войну против Сиама и начал готовиться к ней, как только стал королем. Год спустя, в ноябре 1764 года, Схинбьюшин имел две армии (одна в Чёнгтуне в шанских княжествах, а другая в Мартабане на юге), которые планировали вторжение. Пока Схинбьюшин был занят приготовлениями, княжество Манипур, которое было данником государства с 1758 года, восстало. В декабре 1764 года сам король возглавил экспедицию в Манипур. Бирманская армия легко разгромила армию Манипура, взяв Импхал, откуда бежал раджа Манипура. Схинбьюшин привез с собой сотни манипури. Король и его армия вернулись в недавно восстановленную столицу Ава в апреле 1765 года.

#### Лаосские государства (1765)
В качестве первого шага к войне с сиамцами Схинбьюшин решил обезопасить северный и фосточный фланги Сиама. В январе 1765 года 20-тысячная бирманская армия во главе с Не Мио Тхихапате, базирующейся в Чиангмае, вторглась в лаосские государства. Королевство Вьентьян согласилось стать бирманским вассалом без боя. Луангпхабанг сопротивлялся, но войска Тхихапате легко захватили город в марте 1765 года, предоставив бирманцам полный контроль над всей северной границей Сиама.

#### Сиам (1765—1767)

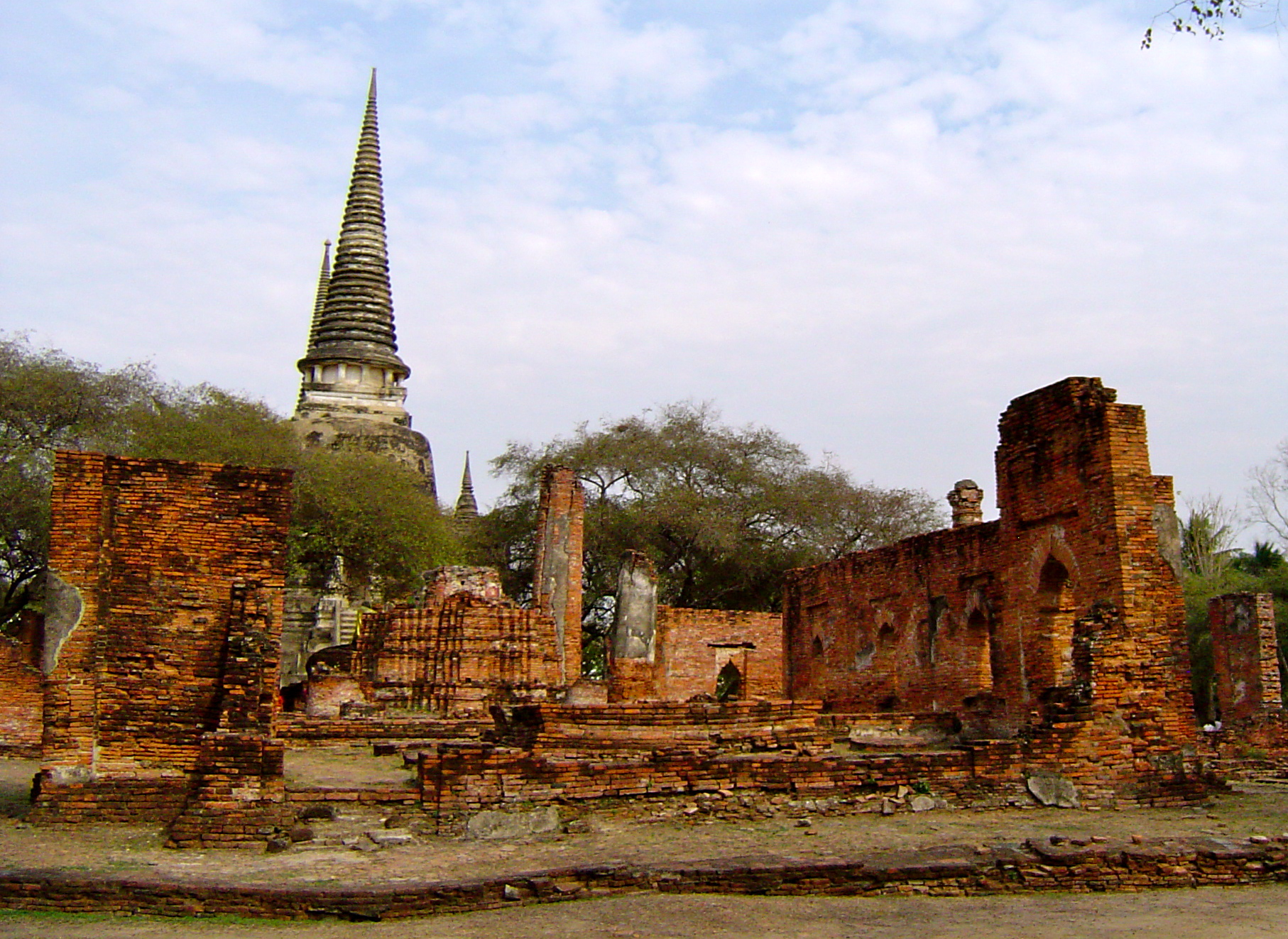
Руины Аюттхаи

После завершения завоевания лаосских государств Не Мио Тхихапате со своей армией вернулся в Ланнатай. На юге армия Маха Наурахты также сосредоточилась в Тавое, тогдашнем пограничном городе между Бирмой и Сиамом. Северная армия Тхихапате начала вторжение через долину реки Чаупхрая в августе 1765 года во время сезона дождей и медленно пробивалась вниз. В середине октября 1765 года, ближе к концу сезона дождей, южная армия Махи Наурахты присоединилась через Тенассерим к северной армии, начав обоюдное наступление. Бирманские войска достигли окраин Аюттаи 20 января 1766 года. Затем бирманцы начали то, что оказалось изнурительной 14-месячной осадой. Бирманские войска, наконец, прорвали оборону города 7 апреля 1767 года и разграбили весь город. Сиамская королевская семья и ремесленники были вывезены в Бирму.
Победа оказалась недолгой. К концу 1767 года Схинбьюшин был вынужден отозвать большую часть бирманских армий, чтобы противостоять китайской угрозе с севера. К 1770 году сиамское сопротивление вернуло себе большую часть утраченных территорий (за исключением Тенассерима).

#### Китайские вторжения (1765—1769)

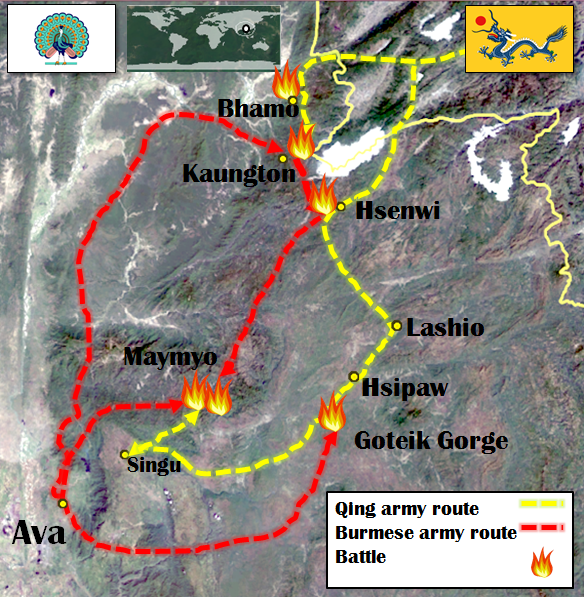
Основные боевые маршруты третьего китайского нашествия в Бирму (1767—1768)

Конфликт с китайцами начался в 1758—1759 годах, когда бирманцы предприняли кампанию по восстановлению власти Бирмы на бирмано-китайских пограничных землях, вожди которых исторически платили дань обеим сторонам, но с середины 1730-х годов стали исключительно китайскими данниками. Китайцы сначала решили использовать местные отряды ополчения таи и шанов для восстановления своего контроля, но к 1765 году цинский император Цяньлун решили отправить туда регулярные китайские войска. Китайцы начали свое вторжение в декабре 1765 года, как раз в то время, когда бирманские войска наступали на Аюттаю. Король Схинбьюшин отказался отозвать основные бирманские войска из Сиама. Поначалу эта стратегия, казалось, работала хорошо. Оставшиеся бирманские армии легко разбили первые два китайских вторжения на границе.
Однако вскоре бирманцы были застигнуты врасплох в ноябре 1767 года, когда 50-тысячный отряд во главе с элитными маньчжурскими знаменосцами вторгся снова в королевство. Главная китайская армия разгромила основные бирманские силы в декабре 1767 года в битве при ущелье Готейк, что побудило Схинбьюшина полностью отозвать свои войска из Сиама. Главная китайская армия прорвала оборону бирманцев и достигла Сингу В 30 милях к северу от столицы Авы, примерно в конце января 1768 года. Схинбьюшин, к его чести, никогда не терял самообладания и лично организовывал оборону. Подкрепленные подкреплениями, вернувшимися из Сиама, бирманские войска разбили главную китайскую армию в марте 1768 года в битве при Майме.
После третьего вторжения обе стороны стремились к перемирию, но цинский император Цяньлун в конечном счете дал понять, что никакого компромисса с бирманцами быть не может. Теперь Схинбьюшин ожидал еще одного крупного вторжения. Схинбьюшин уже вывел большую часть войск из Сиама, чтобы противостоять китайцам. Для бирманцев их упорные завоевания за предыдущие три года (1765—1767) в Сиаме пошли прахом. Точно так же в середине 1768 года подняло восстание вассальное княжество Манипур. Но бирманцы мало что могли сделать. Теперь на карту было поставлено выживание королевства Бирма.
Когда в октябре 1769 года произошло очередное китайское вторжение, бирманцы были хорошо подготовлены. Им удалось сдержать 60-тысячные силы вторжения на границе, и к началу декабря все китайские войска были окружены внутри коридора Каунгтон — Швеняунгбин в Северной Бирме. Китайское командование запросило условия. Бирманское командование во главе с генералом Махой Тхихой Тхурой было обеспокоено тем, что очередное поражение лишь укрепит решимость цинского правительства по продолжению наступления на Бирму. Без ведома Схинбьюшина бирманские генералы согласились на перемирие и позволили китайцам уйти без оружия. Непрочное перемирие не было признано ни одной из сторон. Цинский император Цяньлун не согласился с этим соглашением. Бирманский монарх Схинбьюшин был взбешен тем, что его генералы действовали без его ведома, и разорвал свой экземпляр договора.

#### Манипур (1770)
Зная, что король разгневан, бирманские войска боялись возвращаться в столицу. В январе 1770 года они двинулись маршем на пограничное княжество Манипур, где началось восстание. Раджа Манипура решил воспользоваться военные действиями между Бирмой и Цинской империей. После трехдневного сражения близ Лангтабала Манипури потерпели поражение, а их раджа бежал из своих владений в Ассам. Бирманцы посадили своего ставленника на княжеский трон и отступили домой. Гнев короля утих, в конце концов, его военачальники одержали победы и сохранили его трон. Однако Схинбьюшин изгнал главнокомандующего Маху Тхиху Тхуру и генералов на целый месяц.

### Послевоенное затишье, ухудшение здоровья и усиление армейского господства (1770—1774)
После своего последнего вторжения китайцы около десяти лет держали в приграничных районах Юньнани тяжелую военную группировку, пытаясь развязать новую войну и наложив запрет на приграничную торговлю в течение двух десятилетий. Схинбьюшину также ничего не оставалось, как продолжать оборону. Он не возобновил (возможно, и не смог бы) войну с Сиамом, который был восстановлен под руководством нового короля Таксина (1768—1782). Это был трудный период для Схинбьюшина, поскольку он мало что мог сделать, даже когда сиамцы продолжали закреплять свои завоевания.
К 1773 году Схинбьюшин уже достаточно долго ждал и снова задумался о возобновлении войны. Он послал Не Мио Тхихапате в Чиангмай с большой армией и попросил губернатора Мартабана собрать армию. Однако ему пришлось сдержать вторжение, потому что южная армия в Мартабане, в основном состоящая из этнических монголов, взбунтовалась.

#### Монское восстание (1773)
Причиной мятежа стало репрессивное поведение командиров бирманской армии, которые, по словам бирманского историка Хтина Аунга, они были «опьянены победой» и действовали как военачальники над местным населением. Они демонстрировали свое высокомерие даже по отношению к своим этническим офицерам-монам в бирманской армии, провоцируя их на мятеж. Конфликт начался, когда Гамани Санда, губернатор Мартабана, отвечавший за сбор армии, поссорился с Биньей Сейном, начальником монского офицерского корпуса. Губернатор приказал войскам Биньи Сейна идти на фронт, а когда они ушли, он окружил семьи монских офицеров. Когда монский корпус услышал эту новость, он вернулся домой и поднял мятеж. Моны оттеснили этнические бирманские войска обратно в Янгон.
Королевская армия в конце концов подавила мятеж, который они спровоцировали, с «чрезмерной жестокостью». Около 3000 офицеров и членов их семей бежали в Сиам. Остальная часть населения не могла уйти и приняла на себя основную тяжесть армейских репрессий.

#### Ухудшение здоровья и потеря авторитета (1774)
Если Схинбьюшин начал терять контроль над своими генералами, то в 1774 году ситуация только ухудшилась. Король страдал от того, что оказалось изнурительной длительной болезнью, которая в конечном итоге заберет его жизнь два года спустя. Считается, что эта болезнь — золотуха. (По словам историка Хелен Джеймс, его брат Наундоджи и, возможно, его отец Алаунпхая умерли от той же болезни). Дворец был полон слухов и интриг о престолонаследии. Армейские командиры, которые еще до болезни короля вели себя как военачальники, были уверены, что король скоро умрет, и теперь регулярно игнорировали приказы короля смягчить их поведение, немыслимое всего несколько лет назад. Некогда самоуверенный король тоже стал параноиком. Он доверял только Пьеру де Миляру (1736—1778), французскому командиру на своей службе, который иногда просил его спать в одной комнате с ним, чтобы защитить его от возможных нападений, связанных со спором о престолонаследии.
Схинбьюшин был настолько параноиком, что в декабре 1774 года приказал казнить последнего короля Хантавади, Бинью Далу, который находился в плену с мая 1757 года, потому что мятежники Мон пытались освободить бывшего короля, чтобы посадить его на трон. И это несмотря на то, что отец Схинбьюшина Алаунпхая сохранил бывшему монскому монарху жизнь.
В апреле 1775 года Схинбьюшин возвел Пагоду Шведагон до ее нынешней высоты, позолотив ее своим собственным весом в золоте и воздвигнув золотой шпиль, усыпанный драгоценными камнями, чтобы заменить тот, который свалился во время землетрясения 1769 года.

#### Восстание Ланнатая (1774—1775)
Такое же высокомерное репрессивное поведение местного бирманского правительства вызвало восстание в Ланнатае. Новый бирманский губернатор в Чиангмае Тадо Миндин проявил неуважение к местным вождям (саофам) и народу и стал крайне непопулярен. Суровое правление наместника вызвало отвращение даже у генерала Не Мио Тхихапате, который был расквартирован там в 1773 году. Генерал был возмущен поведением местного губернатора и фактически предоставил убежище одному из вождей, Кавиле (1742—1816), за которым охотится губернатор. После того как армия Тхихапате была отозвана, Кавила и другие вожди бежали на территорию Сиама и подняли восстание. Кавила и сиамские войска напали на Чиангмай и захватили город 15 января 1775 года, положив конец 200-летнему бирманскому правлению Чиангмая.

### Возобновление военных действий (1775—1776)

#### Сиам (1775—1776)
Схинбьюшин, который с 1770 года воздерживался от возобновления войны с Сиамой из-за преобладающей китайской угрозы на севере, теперь был вынужден ответить. Король на смертном одре приказал вновь вторгнуться в Сиам, назначив Маху Тиху Тхуру в качестве главнокомандующего сиамской кампании. Он все еще доверял старому генералу, отличившемуся при отражении китайской агрессии, потому что его старший сын и очевидный наследник Сингу Мин был женат на дочери генерала. Но генерал столкнулся со значительными трудностями в сборе армии, особенно в Нижней Бирме, в которой только что началось крупное восстание, и должен был иметь дело с неповиновением в бирманском верховном командовании. В 1775 году Манипур также поднял восстание. Бывший раджа Манипура, изгнанный в 1770 году бирманцами, вернулся на родину и сверг бирманского марионеточного правителя. Схинбьюшин, вместо того чтобы сосредоточиться на сиамской войне, теперь отвлек часть армии на экспедицию в Манипур.
Вторжение в Сиам было отложено до окончания сезона дождей 1775 года. Для сиамского театра военных действий были собраны объединенные силы численностью 35 000 человек. В ноябре главная армия под командованием Махи Тихи Тхуры вторглась по южному маршруту из Мартабана, а вторая армия под начальством Не Мио Тхихапате — из Чианг-Саена в Северном Ланнатае (который все еще находился под бирманским контролем). С самого начала вторжение было чревато множеством проблем. Во-первых, силы вторжения в 35 000 человек были слишком малы, чтобы быть эффективными, в то время как силы вторжения 1765 года состояли по меньшей мере из 50 000 солдат. Что еще более важно, бирманское командование пребывало в смятении. Когда сам король лежал на смертном одре, неповиновение становилось все более и более безудержным. Действительно, заместитель командующего южной армией Зея Кьяу, не согласившись с Махой Тхихой Тхурой относительно маршрута вторжения, отступил со своим войском, оставив Маху Тиху Тхуру с частью войск.
Оставшиеся бирманские силы пробивались в Сиам, встречая на своем пути яростное сопротивление сиамцев. Армия Не Мио Тхихапате сумела захватить Чиангмай, а армия Махы Тхихи Тхуры с боями пробилась в провинции Пхитсанулок и Сукхотхай в Центральном Сиаме. Но силы вторжения были слишком малы, чтобы преодолеть сиамскую оборону и добраться до Бангкока. К началу сезона дождей, в июне 1776 года, бирманская армия увязла в Центральном Сиаме в результате решительного сопротивления сиамцев во главе с новым сиамским королем Таксином и его заместителем Чакри. Победа казалась далекой.
Затем король Бирмы Схинбьюшин скончался умер 10 июня 1776 года в возрасте 39 лет. Маха Тиха Тхура решил прекратить вторжение и поспешил обратно к Аве, чтобы убедиться, что его зять Сингу Мин сможет взойти на королевский трон без происшествий. Не Мио Тхихапате также отступил из Чиангмая обратно в более безопасный Чианг-Саен. Потеря бирманцами Южного Ланнатая (Чиангмай) позже оказалась концом их 200-летнего правления. (Они потеряют остальную часть Ланнатая (Chaing Saen) в 1785—1786 годах после гибельного вторжения короля Бодопайи в Сиам).

#### Манипур, Качар, Джайнтия (1775—1776)
В Манипуре бирманским экспедиционным силам снова удалось изгнать надоедливого манипурского раджу, который снова бежал в соседние княжества Качар и Джайнтия. На этот раз Схинбьюшин приказал войску преследовать эти крошечные княжества, чтобы захватить в плен раджу. Схинбьюшин вскоре умер. Даже после смерти короля бирманцы продолжали действовать в Качаре и Джайнтии. Раджа Качара в конце концов подчинился, но бирманцы все еще не могли поймать беглого раджу Манипура. Номинальный сюзеренитет над Качаром и Джайнтией достался дорогой ценой: бирманская армия понесла тяжелые потери.

## Эпилог
Схинбьюшину было всего 39 лет, когда он скончался в Аве. У него было 20 жен, от которых у него родилось 20 сыновей и 20 дочерей.
Право Сингу Мина (1756—1782) на престолонаследие находилось в прямом противоречии с указом Алаунпхаи о том, что все его сыновья становятся королями в порядке старшинства. Несмотря на то, что четверо его братьев были еще живы, Схинбьюшин проигнорировал завещание отца и сделал своего старшего сына Сингу Мина очевидным наследником. При поддержке Махи Тихи Тхура Сингу Мин взошел на трон без всяких происшествий. Новый король уничтожал потенциальных соперников на трон, как только приходил к власти.
И все же склонность Схинбьюшина к безудержной войне повсюду дорого обошлась Бирманскому королевству. Его опрометчивое решение вести одновременные войны с Сиамом и Китаем едва не стоило королевству независимости, позволив китайским армиям продвинуться в пределах 30 миль от Авы. Он действительно извлек урок из этой ошибки. Поскольку китайцы держали крупные военные силы на китайско-бирманской границе в течение примерно одного десятилетия, чтобы начать новую войну, он сдерживал свои амбиции в другом месте, хотя это давало сиамцам много ценного времени для консолидации своих завоеваний.
Более того, хотя его армии одержали много побед на полях сражений, эти победы были недолгими. Бирманцы имели мало административного контроля над вновь приобретенными территориями. Несмотря на все человеческие жертвы, которые были потеряны с обеих сторон, бирманский захват Аюттаи длился всего несколько месяцев, и бирманские армии были вынуждены отступить, чтобы противостоять китайцам на родине. К 1770 году сиамцы вернули себе большую часть своих территорий. В руках бирманцев остался только Тенассерим. Точно так же его неоднократные войны в Манипуре, Качаре и Джайнтии приводили лишь к временным «бесплодным победам». Контроль над Кахаром и Джайнтией было номинальным. Восстания Манипури продолжались и после того, как княжество Манипур стало независимым в 1782 году. Более того, бирманская армия вновь проникла вглубь Сиама в 1775—1776 годах, но не смогла удержать его. Точно так же лаосские государства были потеряны в 1778 году, через два года после его смерти для сиамцев. (Вьентьян стал прямым сиамским вассалом. Луангпхабанг стал сиамским союзником).
Другой разрушительной и, конечно же, более продолжительной ценой было повышение культуры военачальников армейскими командирами, особенно после того, как Схинбьюшин был поражен болезнью. Беспорядочное правление армейских командиров и высокомерное правление губернаторов довели народ до предела. Мятеж монов на юге был безжалостно подавлен; восстание в Чиангмае увенчалось успехом. Однако его постоянные военные действия совершенно истощили королевство. Люди устали от постоянных войн и испытывали облегчение, когда его сын Сингу Мин не проводил агрессивной военной политики.

## Наследие
Схинбьюшин — один из самых известных королей в истории Бирмы, известный своими победами над китайцами и сиамцами. Победа над китайцами обычно считается величайшей победой в военной истории Бирмы, а победа над сиамцами в 1767 году, вероятно, занимает второе место. Историк Виктор Либерман пишет: «Эти почти одновременные победы над Сиамом (1767) и Китаем (1765—1769) свидетельствовали о поистине удивительном подъеме, не имеющем себе равных со времен Байиннауна». Историк Харви пишет, что «традиция Алаунгпайи не только поддерживалась, но и затмевалась».
Наследие этих войн сохраняется и по сей день, главным образом, в плане территориальных изменений по отношению к Китаю и Сиаму/Таиланду, но также и в плане бирмано-тайских отношений. Успех бирманцев в китайско-бирманской войне заложил основу для современной границы между Китаем и Бирмой. Огромная территория от современного государства Качин до северного и восточного штата Шан по-прежнему остается бирманской из-за его успешной защиты. Во-вторых, Тенассерим является единственным прочным завоеванием бирманцев в ходе бирмано-сиамской войны (1765—1767). Сиамцы неоднократно пытались вернуть себе прибрежный регион, который они контролировали в течение большей части предыдущих пяти столетий, но не смогли. С другой стороны, правление Схиньбюшина ознаменовалось потерей Ланнатая, который бирманцы контролировали на протяжении двух столетий. (Неясно, смог бы он вернуть себе Ланнатай, если бы был жив. Брат Схинбьюшана Бодопайя неоднократно не мог вернуть его.)
Другим важным наследием является непреходящая вражда, которую тайский народ испытывает по отношению к бирманскому народу. Вражда, хотя и поверхностная, началась в основном с правления Схинбьюшина, в свете полного и бессмысленного бессмысленного разрушения сиамской столицы Аюттаи в 1767 году . Сиамский хронист писал: «царь Хантавади (Байиннаунг) вел войну, как монарх, а царь Авы (Схинбьюшин) — как разбойник» . В то время как войны в те дни велись между монархами, а не между народами, в тайском мировоззрении сохраняются антибирманские чувства. Эта враждебность, по крайней мере в политическом руководстве Таиланда, проявилась в тайской политике «Буферной зоны», которая предоставила убежище, в разное время активно поощряла и «спонсировала» несколько этнических групп бирманского сопротивления вдоль границы. Действительно, длительные этнические восстания шанов, монов, каренов против бирманского правительства, вероятно, были бы невозможны без активной или пассивной поддержки тайского правительства.